# خوش آسیا
خوش آسیا (به لاتین: Khvosh Asia) یک منطقهٔ مسکونی در افغانستان است که در ولایت بادغیس واقع شده‌است.